# PAL (podnik)
PAL byl národní podnik, skupina národních podniků v české části Československa, později krátce státní podnik a poté akciová společnost se sídlem v Praze-Kbelích (Mladoboleslavská č. o. 15, č. p. 347), později formálně přesídlená do centra Prahy. Dnes je jeho právním následníkem PAL a. s. ve vlastnictví Fondu národního majetku, provoz vlastní Pal International a. s. ve vlastnictví kanadské firmy. Zkratka PAL byla vykládána například slovy „příslušenství automobilů a letadel“ nebo „pomocný automobilový a letecký průmysl“.
Náplní jeho činnost byl vývoj, výroba a odbyt příslušenství silničních motorových vozidel a speciální techniky, dílů k elektromotorům pro silniční motorová vozidla a související obchodní a poradenská činnost. Dominantní postavení měl podnik ve výrobě palubních přístrojů pro vozidla a výrobě stejnosměrných elektromotorků pro vybavení vozidel, především ke stěračům vozidel, významnou pozici měl i ve výrobě pro vojenské účely.

## Historie

### Národní podnik (podniky)
Historii podniků PAL započal dekret prezidenta republiky č. 100/1945 z 24. října 1945 o znárodnění dolů a některých průmyslových podniků, který 28. března 1946 ústavní zákon 57/1946 Sb. prohlásil za zákon. Znárodněno bylo celkem 160 strojírenských a kovodělných podniků s 260 závody Vyhláškami č. 1293/1946 Ú. l., 1377/1946 Ú. l. a 1378/1946 Ú. l. ze 7. března 1946 (zveřejněny postupně 16. května a 1. června 1946) ministr průmyslu Bohumil Laušman množství znárodněných podniků soustředil do tří nových národních podniků:
- PAL spojené závody pomocného automobilového a leteckého průmyslu, národní podnik, se sídlem v Českých Budějovicích, Doudlebská 501, obchodní ředitelství bylo v Praze, v paláci Černá růže.
- Automobilové závody, národní podnik, se sídlem v Praze
- Letecké závody, národní podnik, se sídlem v Praze

Rozhodnutím vlády z 16. listopadu 1945 byl zřízen jejich zastřešující podnik Československé závody kovodělné a strojírenské, národní podnik (ČZKS). Generálním ředitelem byl Dr. Ing. Fr. Fabinger.
Podnikovým ředitelem PAL n. p. byl Ing. Antonín Železný. Do národního podniku PAL… byly začleněny majetkové podstaty firem:
- Jihočeský kovoprůmysl a. s. ve Velešíně
- Klevin a. s. (dříve Bratři Vinopalové, továrna na letecké přístroje a přesnou mechaniku) v Modřanech
- Magneton s. r. o. v Kroměříži
- Kraslické strojírny Straubling a spol. v Kraslicích
- PANTOF, C. Pantoflíček, v Radotíně (později jako Technometra Radotín převedena do Aero n. p.)
- Josef Rotter v Novém Jičíně
- Sum Vergaser-Gessellschaft Carl Wirsum & Co. A.G. ve Falknově nad Ohří (nyní Sokolov)
- Ostmarkwerke GmbH v Praze-Kbelích
- V. Hodek v Praze VII
- OHM v Táboře
- Elka – výzbroj a opravy automobilů a letadel spol. s r. o. v Praze I
- Frigera, továrna na chladicí a technická zařízení a. s.
- B. Vobořík v Praze X
- nynější Motor Jikov Č.Budějovice
- nynější PAL Jihlava

a další, celkem 25 zestátněných firem a 15 firem pod národní správou.
Kbelský PAL údajně pochází z firmy Vojenské telegrafní dílny vzniklé v roce 1926.
Po 1. květnu 1949 byly podniky spadající pod ČZKS n. p. zreorganizovány a ČZKS se rozdělilo na Československé závody těžkého strojírenství n. p., Československé závody přesného strojírenství n. p., Československé závody lehkého kovoprůmyslu n. p., Československé závody automobilové a letecké n. p. (ČZAL) a Kovo a. s. Rozhodnutím vlády z 20. března 1951 byl ČZAL n. p. od 2. dubna 1951 přejmenován na Československé závody na výrobu vozidel n. p. (ČZVV), a následně vládním nařízením z 1. září 1951 zrušen a nahrazen podnikem Československé závody všeobecné kovovýroby n. p. (ČZVK) v Praze X, Křižíkova 38.
ČZAL n. p. bylo zřízeno vyhláškou ministra průmyslu č. 672/1949 Ú. l. ze 30. dubna 1949. Bylo v něm sdruženo 18 základních závodů rozdělených do čtyř operačních středisek, přičemž pod čtvrté operační středisko (pomocný průmysl) spadaly podniky PAL:
- PAL n. p. v Praze Kbelích (18 závodů), na přelomu let 1949 a 1950 rozdělený na PAL n. p. Kbely a další podniky
- PAL n. p. v Jihlavě (3 závody), na přelomu let 1949 a 1950 přeměněn v Motorpal n. p. Jihlava
- PAL n. p. v Praze Modřanech (4 závody), na přelomu let 1949 a 1950 přeměněn v Aeropal n. p. Modřany

Na přelomu let 1949 a 1950 byly osamostatněny také podniky Autopal n. p. Nový Jičín, Pražská akumulátorka n. p. Mladá Boleslav a PAL Magneton n. p. Kroměříž.
Po roce 1948 podnik PAL ve Kbelích převzal sportovní oddíly Sokol Kbely pod názvem TJ Spartak PAL Kbely. Brzy se však oddíly staly součástí ČSTV.
PAL Kbely měl i vlastní střední odborné učiliště.

### Státní podnik
Ve formě státního podniku PAL (se sídlem ve Kbelích) byl v obchodním rejstříku zapsán od 30. června 1989 do 18. března 1991. Formu státního podniku získal zakládací listinou ve formě rozhodnutí místopředsedy vlády ČSSR pověřeného řízením federálního ministerstva hutnictví, strojírenství a elektrotechniky č. 27/1989 ze dne 26. června 1989. Rozhodnutím ministra strojírenství a elektrotechniky ČR č. 115/1990 ze dne 19. prosince 1990 byl podnik zrušen ke dni 31. prosinci 1990.

### PAL a. s.
Od 18. března 1991 je zapsaná v obchodním rejstříku společnost PAL a. s. (IČ 00211222). Byla založena zrušením státního podniku PAL bez likvidace a vložením jeho hmotného majetku jako celku do nové a. s. dle § 25 zákona č. 104/1990 Sb. rozhodnutím ministerstva strojírenství a elektrotechniky České republiky ze dne 19. prosince 1990, č. j. 1030/642/90 se souhlasem vlády ČR a ve smyslu ust. § 32 odst. 3 a 4 zákona o státním podniku.
Od 21. června 2002 oficiálně přesídlila z Kbel na adresu Praha 2-Nové Město, Rašínovo nábřeží 390/42. Jediným akcionářem je Fond národního majetku ČR. Postupně došlo také ke změně zapsaného předmětu činnosti.
Prostřednictvím společnosti PAL a. s. Fond národního majetku zachránil vliv státu v Sokolovské uhelné a. s., PAL a. s. koupil 1,3 % akcií Sokolovské uhelné a tím dosáhl ztraceného 50% podílu FNM v SU.

### Pal International, a. s.
Na původní adrese ve Kbelích a přibližně s původní náplní činnosti nyní působí firma Pal International, a. s. (IČ 	25601067), zapsaná 13. srpna 1997.
V roce 1998 vstoupila do podniku kanadská společnost Magna, postupně získala 75 procent akcií. V roce 2001 došlo k výměně generálního ředitele i předsedy představenstva. V roce 2005 byla již jediným akcionářem složka seskupení Magna, firma Intier Automotive Inc., se sídlem 521 Newpark Boulevard, Newmarket, Ontario, Canada L3Y 4X7.
V roce 2004 bylo v odborech 40 procent z 500 pracovníků.
Od 1.10.2008 byla společnost ve vlastnictví Ashok Piramal Group.

### PMP PAL International s.r.o.
V roce 2010 se firma přestěhovala ze Kbel do logistického areálu v Klecanech.
V létě 2017 došlo ke změně majitele a společnost vlastní indická firma Pricol

## Přejmenování zastávky
Zastávka městské hromadné dopravy (a následně i meziměstských linek) PAL Kbely v Mladoboleslavské ulici byla 10. června 2001 přejmenována na nový název Huntířovská.

## Kontaminace
Po zániku podniku docházelo k úniku kontaminovaného odpadu do Vinořského potoka. Podnik únik nikdy nepřiznal, ale nezávislé studie včetně studie Akademie věd ČR původ v podniku PAL prokázaly. Za sanaci zaplatilo město Praha 40 až 50 milionů korun a kontaminované bahno bylo v roce 1999 odvezeno na skládku v Benátkách nad Jizerou.
Ekologickou zátěží v objektu firmy ve Kbelích se zabývalo vládní usnesení 159/1996 z 28. února 1996.